# دایرد
دایرد (به انگلیسی: Dired) یک ویرایشگر بصری دایرکتوری است، نرم‌افزار رایانه‌ای برای ویرایش دایرکتوری‌های موجود در سیستم‌فایل. Dired می‌تواند بر روی پلتفرم ایمکس اجرا شود و می‌تواند تمام کارهایی را که از یک مدیر فایل انتظار می‌رود را انجام دهد.
Dired در حدود سال ۱۹۷۴ در آزمایشگاه هوش مصنوعی استنفورد توسط Stan Kugell ساخته شد که به عنوان یک برنامهٔ مستقل عمل می‌کرد. سپس بسرعت در Emacs گنجانیده شد و همچنین برای سیستم‌عامل‌های دیگر هم عرضه شد و پایه‌ای شد برای مدیر پرونده‌های مدرن که مبتنی بر پنجره هستند.
تا کنون چندین اسکریپت به زبان ایمکس لیسپ (نوعی لیسپ) نوشته شده‌است که قابلیت‌های بیشتری به Dired می‌دهد. همچنین از زمانی که با Tramp ترکیب شد قابلیت دسترسی به فایل‌سیستم‌های راه دور از طریق SSH، FTP، Telnet و چندین پروتکل دیگر نیز به Dired اضافه شد.